# 阿理文旧宅
36°03′30.3″N 120°19′55.6″E / 36.058417°N 120.332111°E
阿理文旧宅位于中国山东省青岛市市南区鱼山路1号，建于1899-1900年，为胶海关首任税务司阿理文为自己设计建造的住宅，现为市南区一般不可移动文物。

## 历史
1899年，胶海关德国籍税务司阿理文在奥古斯特-维多利亚湾（德語：Auguste-Viktoria-Bucht，今汇泉湾）北岸的别墅区为自己设计建造了一栋住宅，约1900年完工。同时期在该区域建设的住宅还有其西侧的副税务司住宅，其东侧的胶澳总督临时官邸和总督副官官邸。1914年阿理文退休回国后，日本人立花政树、英国人李家森（J. W. Richardson）等数任胶海关税务司曾居住于此。1949年后，该建筑为海军军产至今。有资料称开国中将、北海舰队第一任司令员刘昌毅曾在此居住。该建筑现仍为住宅。2000年列入第一批青岛市历史优秀建筑名单。2012年11月6日列入市南区未核定为文物保护单位的不可移动文物（一般不可移动文物）名录。

## 建筑特色
阿理文旧宅选址于汇泉湾附近的最佳地段，位于小鱼山南麓，面向汇泉湾，邻近第一海水浴场。院门临鱼山路，位于住宅主楼西侧，原设于一座带有中式屋顶的门房，现已不存在。院落占地面积约13300平方米，建筑面积394平方米。
住宅主体建筑为砖石结构，花岗岩砌墙基，地上2层，地下1层，红瓦四坡屋顶阁楼。正立面为对称式布局，窗户为圆柱支撑的发券窗，一层墙角以花岗岩镶嵌，中央设有半圆形大阳台。主入口设于西立面，上方设方形阳台。屋顶设老虎窗。建筑内部为长条木板地，楼梯扶手有木雕装饰，房间高度约4米。
该建筑设计图现藏于青岛海关博物馆。

## 建造纪念碑
住宅主楼南侧的门洞内壁上嵌有一块花岗岩石碑，碑文为：
| -{ 光緒貳拾伍年陽月造 陟彼高岡 至扵南海 築室于茲 宜其遐福 膠海闗税務司阿理文誌 }- | \| \| 光绪贰拾伍年阳月造 陟彼高冈 至于南海 筑室于兹 宜其遐福 胶海关税务司阿理文志[註 2] \| |  |
|                                                                                   | 光绪贰拾伍年阳月造 陟彼高冈 至于南海 筑室于兹 宜其遐福 胶海关税务司阿理文志                |  |

据推测，该碑碑文可能为阿理文亲笔所书。碑文正文四句全部出自《诗经》，分别摘自《国风·卷耳》、《大雅·江汉》、《大雅·緜》和《小雅·鸳鸯》。

## 图集
- 阿理文住宅院门及门房
- 阿理文住宅旧影，前方平台上站立的两人为阿理文夫妇
- 阿理文旧宅东南侧视角，建造纪念碑位于前方门洞内壁，2016年11月
- 西侧近景